# Poncio de Cimiez
San Poncio o San Ponio (Provenza, comienzos del s. III - Cimiez, Niza, ca. 258) fue un predicador cristiano de la Galia, muerto como mártir. Es venerado como santo por la iglesia católica y ortodoxa.
Su figura puede haber dado lugar a equívoco con el legendario San Poncio de Pradleves, celebrado el mismo día 14 de mayo.

## Biografía
No se sabe su origen. Originario de una familia pagana, se convirtió al cristianismo, dejó sus bienes y predicó, evegelizando en el valle del Ubaye (o Valeia). Por haber convertido muchos fieles, fue perseguido y martirizado durante el reinado de Valeriano I y Galieno, siendo asesinado en Cemenulum, actual Cimiez, cerca de Niza. 

## Veneración
Sus reliquias fueron llevadas al monasterio de Tomeres, en 937, y dieron nombre a la ciudad, que lo cambió por el de San Poncio de Tomièiras. EL obispo Valeriano de Cimiez escribió en el siglo V algunos sermones sobre el obispo Poncio y los milagros acaecidos por su intercesión. Sobre la abadía se levantó más tarde la catedral de San Poncio de Tomeres.

### Devoción a Cataluña
Una tradición local explica que, huyendo de sus perseguidores, Poncio llegó a Barcelona y que, al ver tanta miseria y enfermedades entre la población, se puso a preparar pócimas con hierbas curativas que conocía bien, con tal de remitir los dolores. De esta manera, se ganó el respeto y la admiración de los barceloneses que a partir de ese momento comenzó a celebrar una feria de hierbas en su honor. San Ponce se convirtió así en patrón de los herboristas y apicultores, el día de su festividad, el 11 de mayo tienen lugar por toda Cataluña ferias donde se vende miel, hierbas curativas y aromáticas y frutas confitadas. 
En la capilla del Hospital de la Santa Cruz, en la calle Hospital de Barcelona, se veneraba la imagen del santo. Al ser secularizada y convertida en sala de exposiciones, la imagen fue trasladada a una capilla vecina en la iglesia de Sant Agustí Nou, donde todavía se encuentra, 
La creencia popular dice que si se limipia bien la casa el día de Sant Poncio se alejan los parásitos y las chinches para todo el año. Antiguamente era un costumbre muy arraigada poner un paquete de hierbas benditas (ramitas de romero o cuatro rosas llamadas "rosas de San Poncio") bajo la cama con la convicción que tenía un alto poder curativo. 

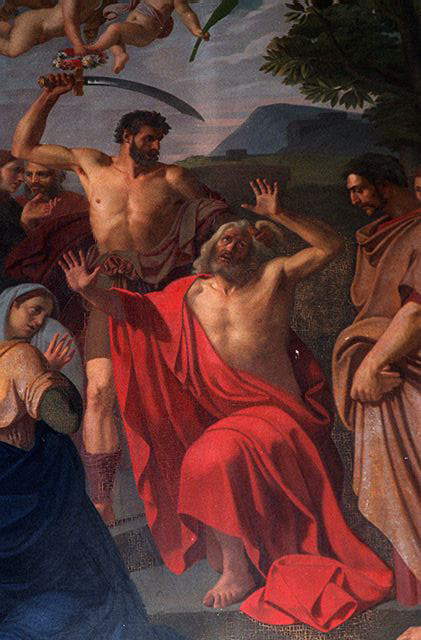
Martirio de San Poncio, por Joseph Castel (1798-1853) (Niza, antigua abadía de Saint-Pons)
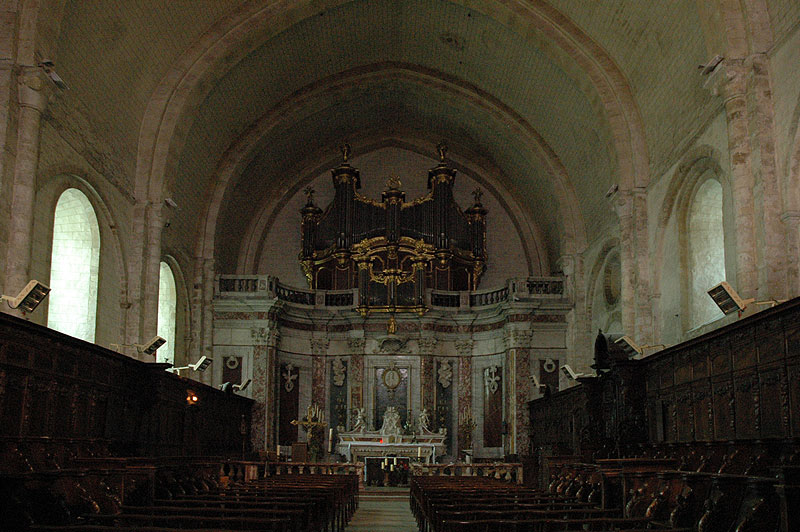
Catedral de San Poncio de Tomeres, donde estaban les reliquias del santo.
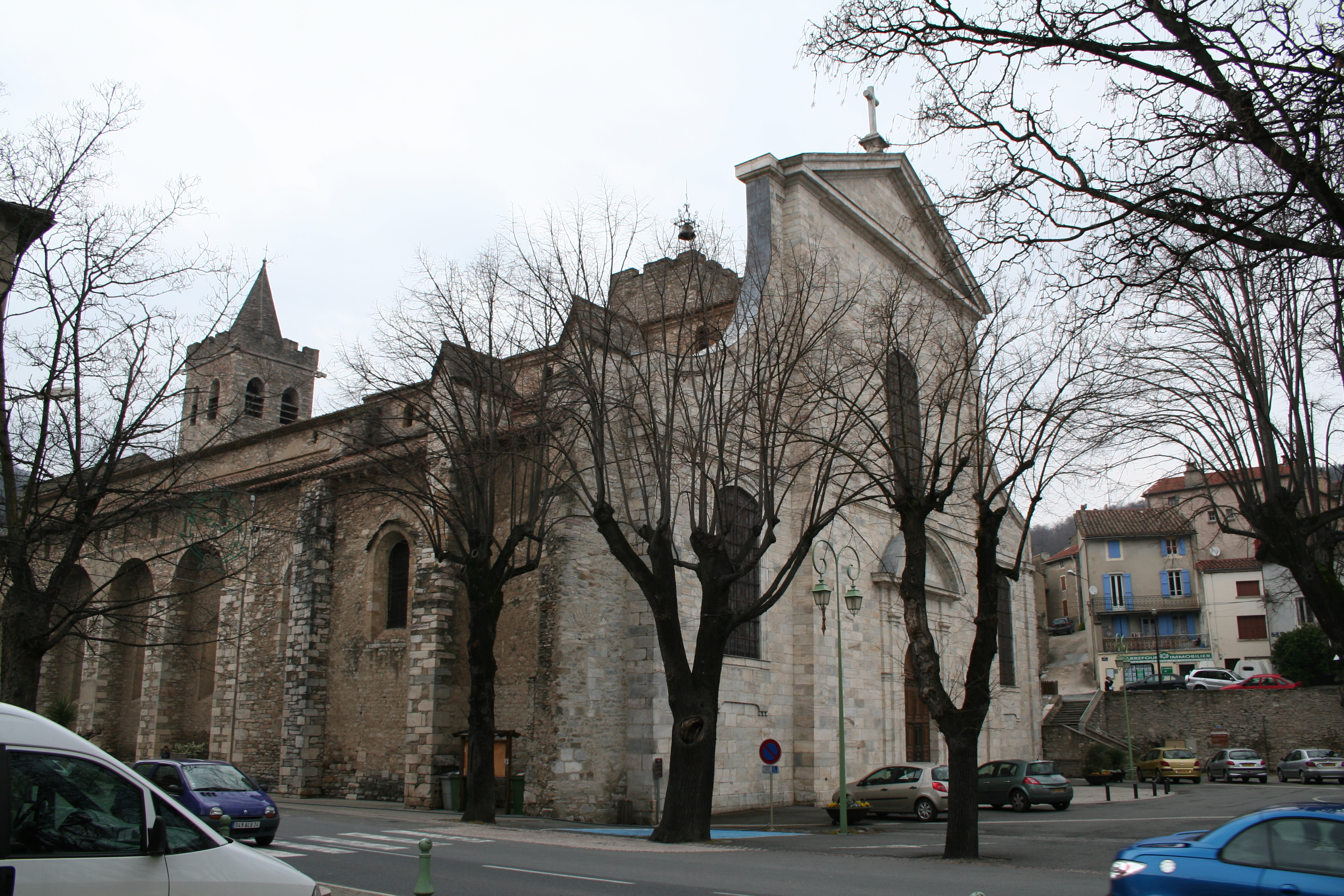
Catedral de San Poncio de Tomeres